# Ataman

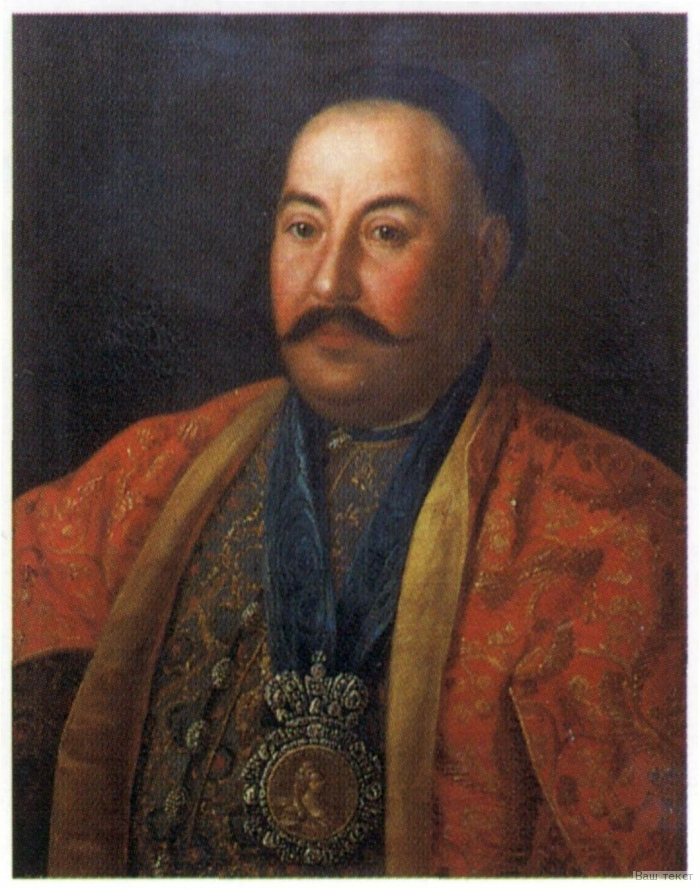
Ataman Krasnochtchekov, par Alexeï Antropov, 1761

Un ataman (en russe : атаман, en ukrainien : отаман - otaman) était un chef remplissant des fonctions politiques et militaires chez les Cosaques. Il en fut de même chez les haïdamaks.

## Étymologie
L'étymologie du terme est contestée.
Le mot ataman (et ses variantes otaman, wataman et vataman) viendrait du turco-tatar Ata qui signifie « père », auquel s’ajoute le suffixe augmentatif man.
Ataman peut aussi être une russification d'hetman, issu de l’allemand Hauptmann (capitaine) — Haupt signifiant « principal » ou « tête », Mann signifiant « homme ». Ce titre d’origine germanique fut emprunté dès le XVIe siècle aux généraux en chefs des armées du grand-duché de Lituanie et du royaume de Pologne (ainsi qu’à l’entité née de leur union, la république des Deux Nations). Le terme hetman devint prépondérant (notamment avec l’avènement du Hetmanat cosaque) et supplanta le titre otaman, même chez les cosaques zaporogues.
Hetman remplaça le titre de Starchyï (l'ainé) en Ukraine.

## Histoire

### Avant 1917

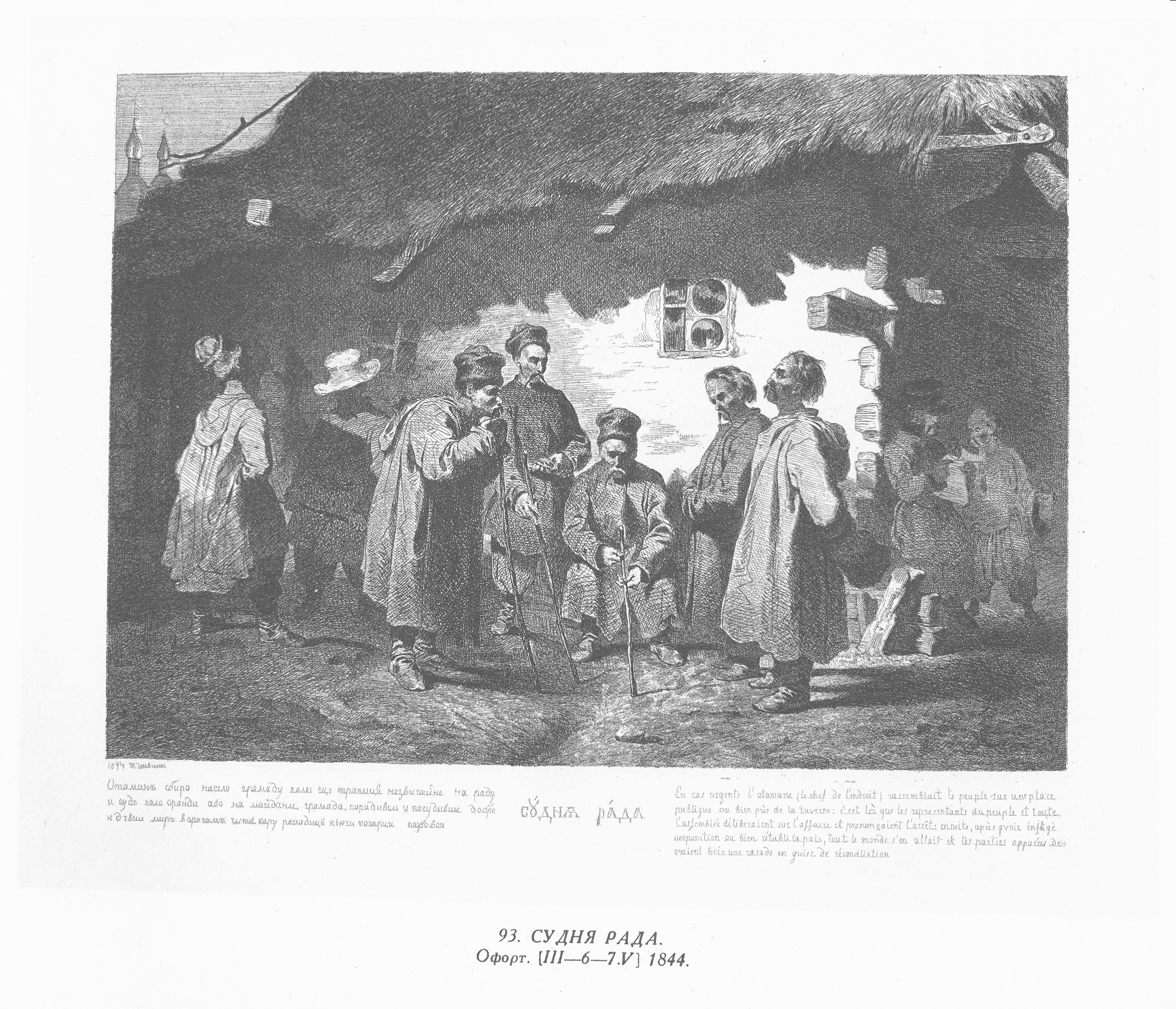
Dessin in l'Ukraine pittoresque de Taras Chevtchenko : texte en français sous l'image : « En cas urgents l’atamane (le chef de l’endroit) rassemblait le peuple sur une place publique ou bien près de la taverne : c’est là que les représentants du peuple et toute l’assemblée délibéraient sur l’affaire et prononçaient l’arrêt : ensuite, après avoir infligè une punition ou bien rétabli la paix, tout le monde s’en allait et les parties opposées devaient boire une rasade en guise de réconciliation. »

Les Cosaques établis aux marches de la Moscovie sont le produit d’un mélange de populations slaves et de la steppe, dont des groupes turcophones. Ces dernières élisaient à intervalles réguliers des chefs communautaires qu'elles appelaient "atamans". L’ataman était chargé de veiller à l’application des décisions prises par l’assemblée des cosaques et ne disposait pas de pouvoir personnel.
En 1718 l’élection par les cosaques d’un ataman (appelé войсковой атаман ou ataman des forces armées) fut supprimée par le pouvoir impérial. Piotr Romazanov, élu en 1708 et confirmé par Pierre le grand, est le dernier ataman choisi par les cosaques du Don. Pendant près de deux siècles les cosaques sont alors dirigés par un ataman désigné (наказной атаман) choisi par Saint-Pétersbourg.
Les onze communautés cosaques (Don, Oural, Terek, Kouban, Orenbourg, Astrakhan, Sibérie, Transbaïkalie, Amour, Semiretchensk, Oussouri) existant avant la révolution étaient toutes gouvernées par un ataman.
Après la révolution de février 1917 les cosaques du Don gouvernés par l’ataman provisoire Evgeni Volochinov réunissent de nouveau leur assemblée et élisent à leur tête l’ataman Alexeï Kaledine. Les autres communautés désignent également leurs propres atamans, marquant ainsi leur autonomie par rapport au gouvernement provisoire.

### Pendant la guerre civile russe

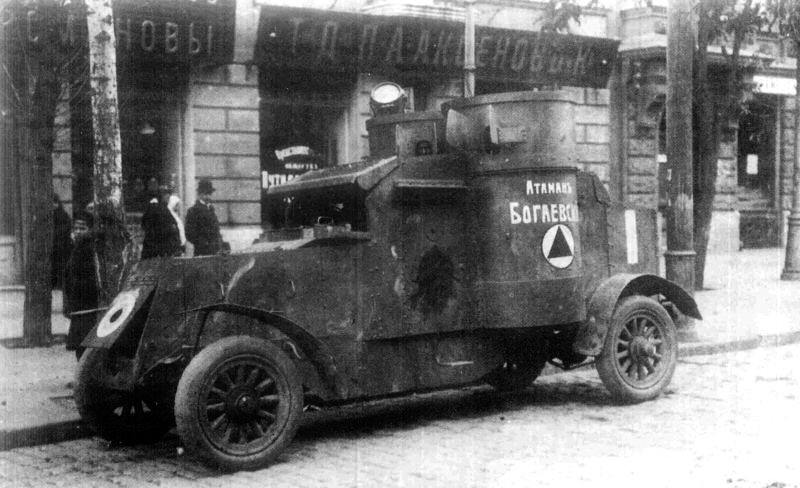
Voiture blindée Austin portant l’inscription du nom de l’ataman Bogaïevski, qui dirigeait l’armée du Don, 1919.

Les atamans jouèrent un rôle important dans la guerre civile russe, leurs troupes collaborant généralement de façon plus ou moins étroite avec les Armées blanches.
Conservant leur autonomie, certains d’entre eux organisèrent des pogroms en Ukraine, comme l’ataman Hrigoriyv et Daniil Terpilo (dit l’ataman Zelenyi) et se livrèrent à diverses exactions en Sibérie, comme Boris Annenkov, Grigori Semenov et Ivan Kalmykov.
Leur défaite de 1920 a inspiré un chant soviétique : Les Partisans, dont le dernier couplet dit :
Écrasant les armées blanches

Et chassant les atamans

Ils finirent leur campagne

Sur les bords de l’océan. (bis)
— Les Partisans, chant soviétique